# 上口孝文
上口 孝文（うえぐち たかふみ、1948年10月10日 -）は、日本の柔道家。國學院大學人間開発学部名誉教授。現役時代は軽重量級の選手。183cm。100kg。得意技は大外刈。息子は100kg超級で活躍していた上口孝太。

## 人物
鹿児島県出水郡高尾野町（現・出水市）出身。中学の時に柔道を始めて、出水工業高校から日大に進学した。2年の時には学生優勝大会で日大の優勝に貢献して優秀選手に選ばれた。卒業後は岡野功が主宰する正気塾に参加した。
その後、警視庁に警察官として入庁して、1973年の世界選手権軽重量級の代表に選ばれると決勝まで進むが、東海大学教員の佐藤宣践に釣込腰で敗れた。1976年の全日本選手権でも決勝まで進むものの、日大の後輩である遠藤純男に掬投で敗れて2位にとどまった。また、体重別でも2位に終わりモントリオールオリンピックには出場できなかった。熱狂的なゴルフ好きであるという。

## 主な戦績
- 1968年　- 学生優勝大会　優勝
- 1969年　- 学生優勝大会　3位
- 1970年　- 学生優勝大会　3位
- 1972年　- 体重別　2位
- 1973年　- フランス国際　優勝
- 1973年 - 世界選手権　2位
- 1976年　- フランス国際　優勝
- 1976年　- 全日本選手権　2位
- 1976年 - 体重別　2位
- 1977年　- 体重別　2位
- 1979年　- ハンガリー国際　3位

## 書籍
- [道術一如・柔道の基本　蒼洋社]　ISBN 978-4273030872